# Međuvođe
Međuvođe (cyr. Међувође) – wieś w Bośni i Hercegowinie, w Republice Serbskiej, w gminie Kozarska Dubica. W 2013 roku liczyła 317 mieszkańców.